# Kasteel van Devín
Het Kasteel van Devín (in het Slowaaks: hrad Devín of Devínsky hrad) is een burcht in het dorp Devín, een stadsdeel van de Slowaakse hoofdstad Bratislava. 
Een eerste vesting dateert uit het begin van onze jaartelling en diende ter verdediging van de strategische plek waar de Donau en de Morava samenvloeien; de Romeinen hebben deze vesting bewoond. Een eigenlijke burcht werd er opgericht in de 13e eeuw, bewoond door heel wat Slavische machthebbers. Napoleon verwoestte de burcht in 1809. In 1935 kocht de Tsjechoslowaakse staat de burcht op voor de som van 1000 kroon.
Tegenwoordig blijft er van de burcht slechts een imposante ruïne over. In de ruïne is er ook een museum en de omliggende tuinen worden gebruikt voor allerhande festiviteiten en gekostumeerde historische reconstructies. Het kasteel staat geklasseerd als nationaal monument en wordt beheerd door het stadsmuseum van Bratislava.
Toen de Franse president François Mitterrand een bezoek bracht aan het Kasteel van Devín, vroegen de Slowaken tot zijn verbijstering of Frankrijk niet de renovatie van het kasteel wilde betalen. Per slot van rekening waren het de Franse troepen die het kasteel in 1809 hadden verwoest. Mitterrand ging niet in op het voorstel.

## Galerij

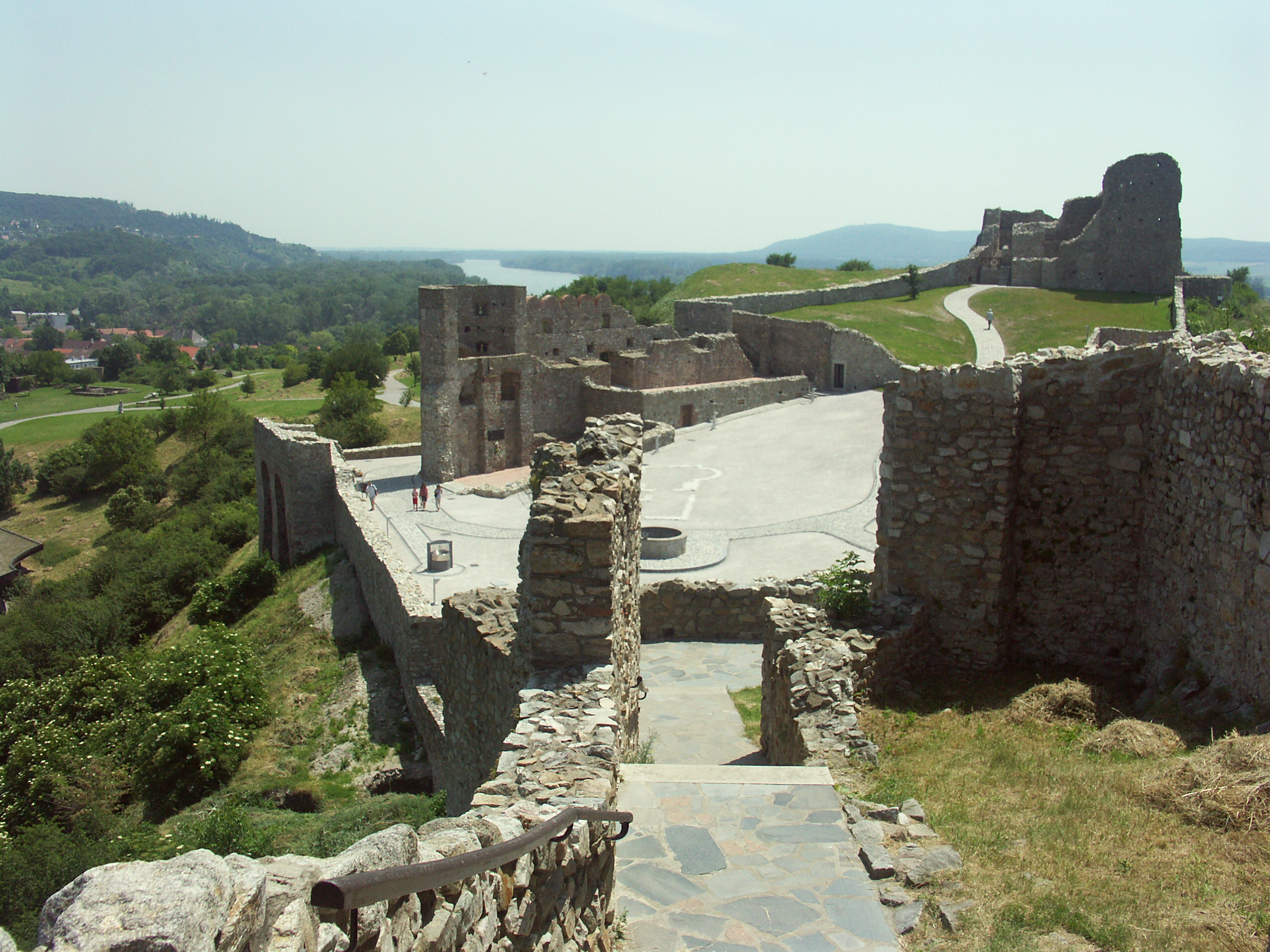
Het kasteel in 2006
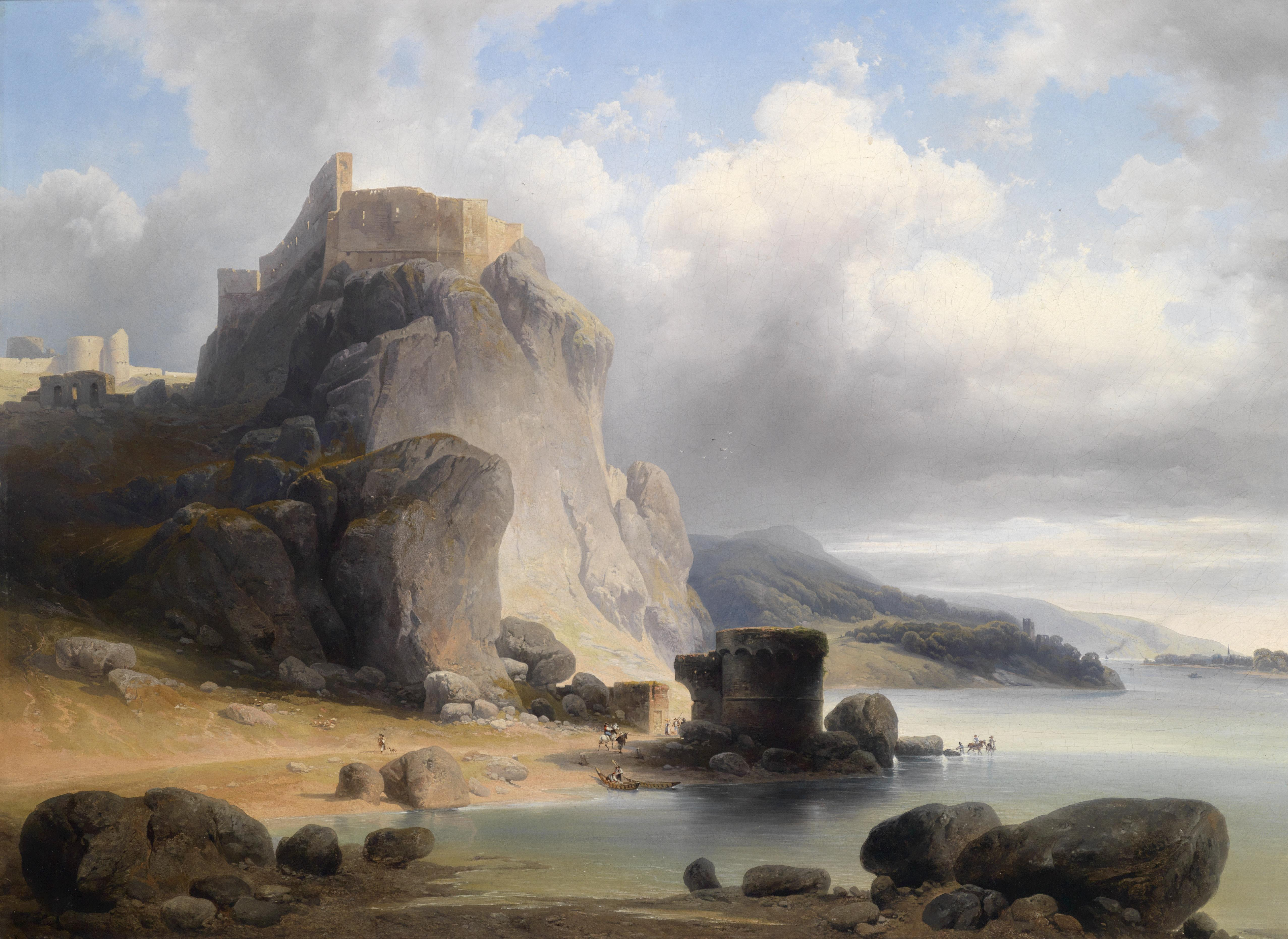
Het kasteel in 1864
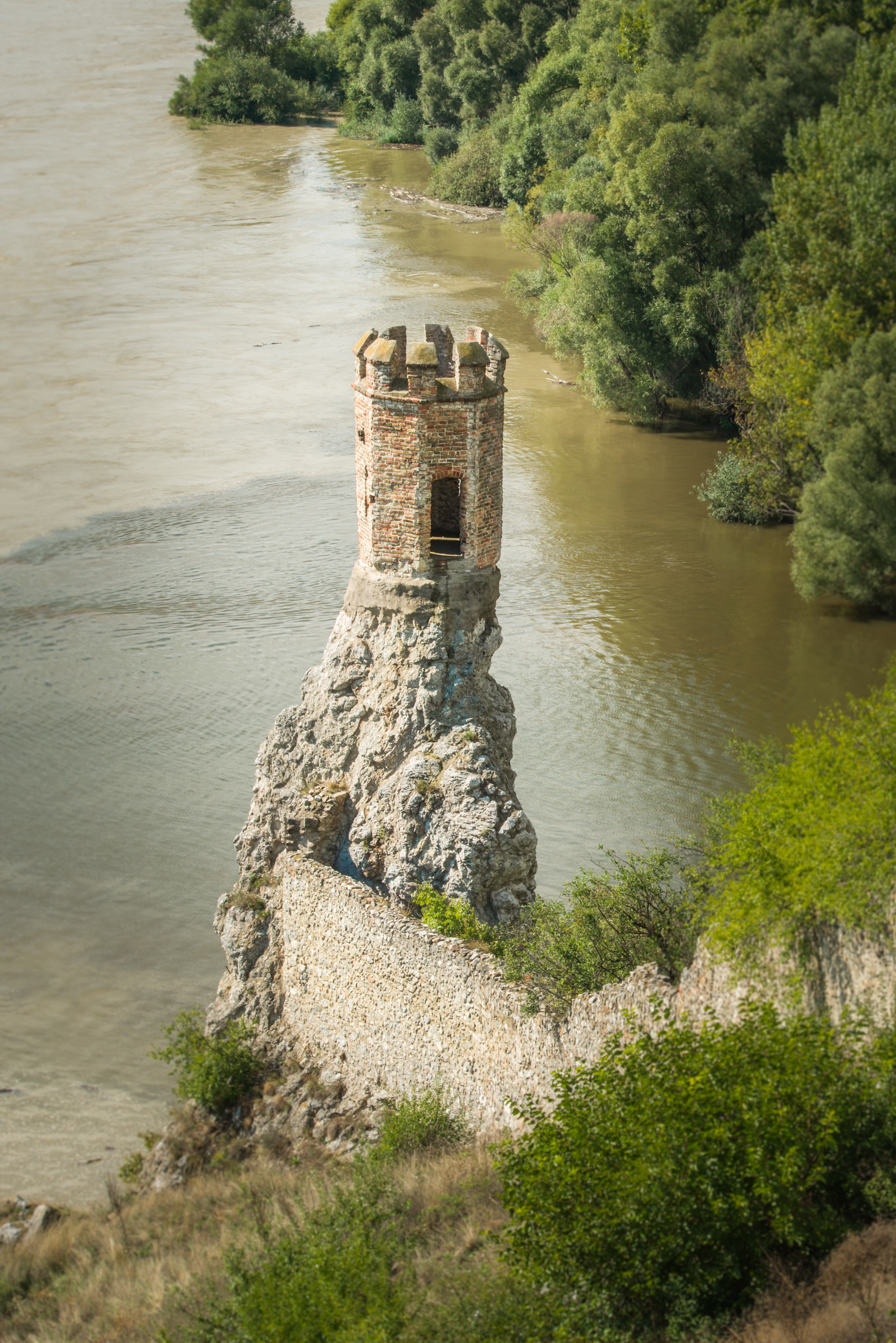
Uitzicht op de Maagdentoren boven de samenvloeiing van de rivieren Donau en Morava